# سفارة أنغولا في كندا
سفارة أنغولا في كندا هي أرفع تمثيل دبلوماسي لدولة أنغولا لدى كندا. تقع السفارة في أوتاوا وهي تهدف لتعزيز المصالح الأنغولية في كندا.

## وصلات خارجية
- قائمة سفارات أنغولا
- قائمة السفارات في كندا